# Liste der Baudenkmäler in Röslau
Auf dieser Seite sind die Baudenkmäler in der oberfränkischen Gemeinde Röslau zusammengestellt. Diese Tabelle ist eine Teilliste der Liste der Baudenkmäler in Bayern. Grundlage ist die Bayerische Denkmalliste, die auf Basis des Bayerischen Denkmalschutzgesetzes vom 1. Oktober 1973 erstmals erstellt wurde und seither durch das Bayerische Landesamt für Denkmalpflege geführt wird. Die folgenden Angaben ersetzen nicht die rechtsverbindliche Auskunft der Denkmalschutzbehörde.
 Diese Liste gibt den Fortschreibungsstand vom 19. August 2014 wieder und enthält 17 Baudenkmäler.

## Baudenkmäler nach Ortsteilen

### Röslau
| Lage                                                                       | Objekt                                   | Beschreibung | Akten-Nr.     | Bild                                     |
| -------------------------------------------------------------------------- | ---------------------------------------- | --- | ------------- | ---------------------------------------- |
| Dürnberger Straße 2 (Standort)                                             | Hirtenhaus                               | Zweigeschossiger Walmdachbau, teilweise schiefergedeckt, mit zwei korbbogigen Torbögen aus Granit, spätbarock, 18./19. Jahrhundert, moderne Wandverkleidung                          | D-4-79-145-1  | Hirtenhaus                               |
| Nähe Dürnberger Straße, Nähe Eisnerstraße (Standort)                       | Kellergasse mit ehemals 39 Felsenkellern | Tonnengewölbte Räume aus Bruchstein und Ziegelmauerwerk, Eingänge aus Granit gefasst, 18./19. Jahrhundert                                                                            | D-4-79-145-18 | Kellergasse mit ehemals 39 Felsenkellern |
| Hauptstraße 16 (Standort)                                                  | Gasthof                                  | Zweigeschossiger Walmdachbau über unregelmäßigem Grundriss, verputzt, Schieferdeckung, 18./frühes 19. Jahrhundert, Wirtshausschild, um 1830/40, zur Straße gemauerter Torbogen       | D-4-79-145-2  | BW                                       |
| Lohäcker (Standort)                                                        | Ein-Mann-Beobachtungsbunker              | Beton, 1942/43 | D-4-79-145-16 | BW                                       |
| Ludwigsfelder Straße 1 (Standort)                                          | Wohnstallhaus                            | Zweigeschossiger Traufseitbau, massiv und verputzt, segmentförmige Fensterstürze, Schieferdeckung, bezeichnet „1881“                                                                 | D-4-79-145-15 | BW                                       |
| Ludwigsfelder Straße 4 (Standort)                                          | Evangelisch-lutherische Pfarrkirche      | Im Kern wohl 13. Jahrhundert, nach Brand 1528 wiederaufgebaut und erweitert, Saalbau mit Satteldach, Chorturm mit Zwiebeldach 1716 erneuert, mit Ausstattung                         | D-4-79-145-3  | weitere Bilder                           |
| Ludwigsfelder Straße 7 (Standort)                                          | Evangelisch-lutherisches Pfarrhaus       | Zweigeschossiger Walmdachbau, massiv und verputzt, rundbogige Tür- und Fensterrahmungen, Schieferdeckung, 1840                                                                       | D-4-79-145-4  | BW                                       |
| Marktplatz 1 (Standort)                                                    | Rathaus                                  | Zweigeschossiger Walmdachbau mit Lisenengliederung, schiefergedecktes Walmdach mit Dachreiter, Mitte 19. Jahrhundert                                                                 | D-4-79-145-5  | Rathaus                                  |
| Marktplatz 6 (Standort)                                                    | Ehemaliges Schloss                       | Hauptflügel dreigeschossig mit Walmdach, Seitenflügel zweigeschossig mit Halbwalm auf der freien Seite, massiv und verputzt, im Kern spätbarock, nach 1650, klassizistisch verändert | D-4-79-145-6  | BW                                       |
| Neue Straße 9 (Standort)                                                   | Villa                                    | Zweigeschossiger Walmdachbau, Schweifgiebel, turmartiger Bodenerker mit Zwiebelhaube, Schieferdeckung, Jugendstildekor, bezeichnet „1910“                                            | D-4-79-145-7  | BW                                       |
| Schafwiesen, beim Schafweiher, östlich der Straße nach Dürnberg (Standort) | Schafhaus                                | Schiefergedeckter Walmdachbau, massiv und verputzt, 18./19. Jahrhundert | D-4-79-145-8  | BW                                       |

### Bibersbach
| Lage                     | Objekt        | Beschreibung                                                                    | Akten-Nr.     | Bild |
| ------------------------ | ------------- | ------------------------------------------------------------------------------- | ------------- | ---- |
| Bibersbach 3 (Standort)  | Wohnstallhaus | Obergeschoss Fachwerk, Satteldach mit Schieferdeckung, frühes 19. Jahrhundert   | D-4-79-145-9  | BW   |
| Bibersbach 14 (Standort) | Wohnstallhaus | Zweigeschossiger, massiver Halbwalmdachbau mit Schieferdeckung, 18. Jahrhundert | D-4-79-145-10 | BW   |

### Grün
| Lage               | Objekt    | Beschreibung                                                                                            | Akten-Nr.     | Bild |
| ------------------ | --------- | --- | ------------- | ---- |
| Grün 24 (Standort) | Bauernhof | Wohn-Rückgebäude, Obergeschoss in Fachwerk, Frackdach mit Schieferdeckung, erste Hälfte 19. Jahrhundert | D-4-79-145-11 | BW   |

### Oberwoltersgrün
| Lage                         | Objekt    | Beschreibung | Akten-Nr.     | Bild |
| ---------------------------- | --------- | --- | ------------- | ---- |
| Oberwoltersgrün 1 (Standort) | Bauernhof | Zweigeschossiges Wohnstallhaus mit Halbwalm auf der freien Seite, verputzt, gefelderte Türrahmung, bezeichnet „1812“, geohrte Fensterrahmungen | D-4-79-145-12 | BW   |

### Unterwoltersgrün
| Lage                           | Objekt              | Beschreibung | Akten-Nr.     | Bild |
| ------------------------------ | ------------------- | --- | ------------- | ---- |
| In Unterwoltersgrün (Standort) | Feuerleiterschuppen | Langgestreckter, hölzerner Satteldachbau auf Steinpfeilern, um 1900 | D-4-79-145-20 | BW   |
| Unterwoltersgrün 3 (Standort)  | Wohnstallhaus       | Zweigeschossiger Satteldachbau, massiv und verputzt, im Erdgeschoss geohrte Fensterrahmungen und Türrahmung, bezeichnet „1773“, mit gewölbtem Stall, bezeichnet „1855“ | D-4-79-145-13 | BW   |